# Кёлер, Эмми
Эмми Кристина Кёлер, урождённая Велин (швед. Emmy Christina Köhler; 22 мая 1858, Стокгольм — 2 февраля 1925, Фреста) — шведская писательница, педагог и композитор, автор популярной в Швеции рождественской песни «Nu tändas tusen juleljus».

## Биография
Эмми Кёлер родилась в Стокгольме в 1858 году. Её отцом был королевский камергер Арманд Велин (Armand Welin), матерью — баронесса Вильгельмина Раппе (Wilhelmina Rappe). Брат Эмми, Аксель Велин, был инженером и изобретателем. Эмми получила образование в женской учительской семинарии (Högre lärarinneseminariet) в Стокгольме. Впоследствии она вышла замуж за Свена Кёлера, заместителя директора министерства финансов, и поселилась с ним в Соллентуне.
Кёлер была учительницей при королевском дворе: в частности, она учила принца Эрика, младшего сына Густава V, писать и читать. Кроме того, она опубликовала несколько сборников песен, стихов, игр и танцев для детей. Действующими лицами в её текстах часто являются «очеловеченные» животные и птицы: предполагалось, что дети будут узнавать в персонажах самих себя и брать пример с их поведения. Многие песни Кёлер носят подчёркнуто патриотический характер, другие проникнуты духом типичного морализаторства, однако в целом её песням присуща фантазия и самобытность. Помимо песен и стихов, она писала поучительные рассказы для детей и рождественские пьесы.
Наиболее известной песней Эмми Кёлер является рождественская мелодия «Nu tändas tusen juleljus» («Вот загораются тысячи рождественских огней»), написанная в 1898 году и опубликованная в Korsblomman magazine в 1899 году. Став необычайно популярной в Швеции, в 1943 году она была включена в ряд школьных программ, а в 1986 году приобрела статус церковного гимна. Считается, что русская песня «В лесу родилась ёлочка» имеет в своей основе мелодию Эмми Кёлер.
Эмми Кёлер умерла в Фресте 2 февраля 1925 года. Написанные ею песни стали частью музыкальной культуры Швеции.